# Holstebro-Cup
Der Holstebro Cup ist ein alljährlich stattfindendes Handballturnier für Jugendliche. Seit der ersten Austragung des Turniers ist es das größte seiner Art in Dänemark.

## Turniertage
Seit dem ersten Turnier wird der Cup traditionell über die vier Ostertage ausgetragen, wobei am Donnerstag meist nur Anreise und Eröffnungsfeier stattfinden, da die Mannschaften aus verschiedenen Ländern kommen und deshalb unterschiedliche Ferientage haben.

## Nationen
Es nehmen am Holstebro Cup meist Mannschaften aus verschiedenen Nationen Teil:
- Dänemark ca. 76 %
- Deutschland ca. 20 %
- Norwegen ca. 3 %
- Schweden ca. 1 %
- Finnland <1 %

Außerdem Gastmannschaften aus z. B. Israel oder Brasilien.

## Ablauf
- Donnerstag: Anreise, Eröffnungsfeier mit Bürgermeister und Show-Unterhaltung in der Gråkjær Arena
- Freitag: Vorrundenspiele
- Samstag: Pokalspiele nach K.O.-System, Spielerdisko
- Sonntag: Finalspiele, Siegerehrung

## Austragungsorte
Da insgesamt 300–350 Mannschaften mindestens je fünf Spiele austragen, werden insgesamt 21 Hallen in und um Holstebro herum für die Austragung der Spiele genutzt.

## Unterkunft
Die etwa 3000–4000 Spieler, Trainer, Eltern und andere Handballbegeisterte werden in Schulen in Holstebro und Umgebung untergebracht.

## Transport
Für die Anreise nach Holstebro ist jede Mannschaft selbst verantwortlich. Zwischen den einzelnen Hallen fahren zehn Busse auf fünf Linien im 20-Minuten-Takt zwischen 6 Uhr morgens und ca. 20 Uhr abends, die von den Spielern und Trainern frei genutzt werden können.

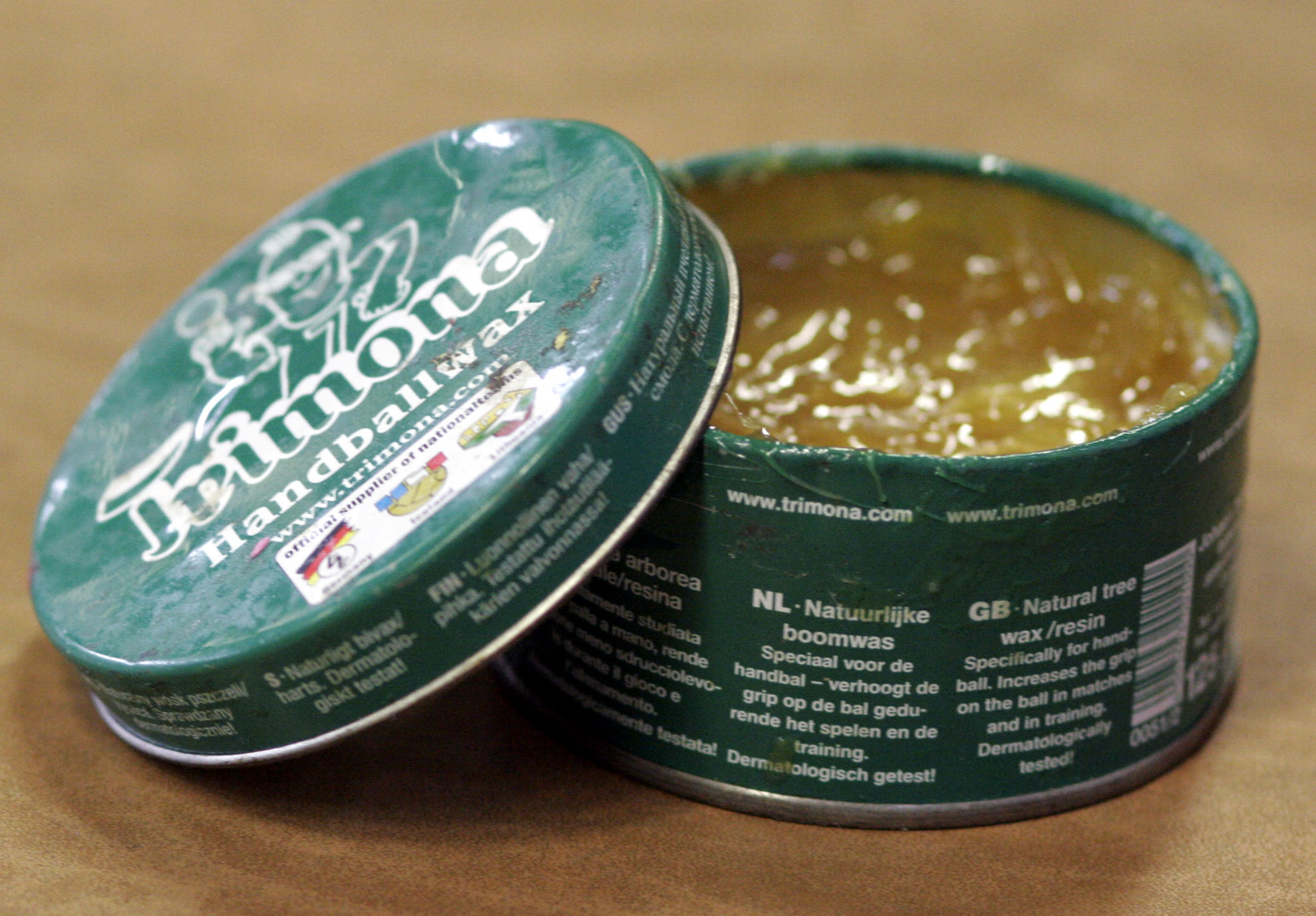
Harz wird verwendet um dem Spieler mehr Halt am Ball zu ermöglichen

## Besonderheiten zu den Regeln

### Harz
Es ist in Dänemark (also auch beim Holstebro Cup) erlaubt, mit Harz/Backe zu spielen.

### Spielerzahl
Beim Holstebro-Cup sind zwölf Personen auf dem Spielerformular erlaubt.